# Важко відмовитись від ілюзій
«Важко відмовитись від ілюзій» (англ. Ideas Die Hard) — науково-фантастичне оповідання американського письменника  Айзека Азімова, опубліковане в жовтні 1957 року в журналі Galaxy Science Fiction. Оповідання ввійшло до збірки «Вітри перемін та інші історії» (1983).
Оповідання було написане незадовго перед першим польотом до Місяця.

## Сюжет
Перші три спроби безпілотних польотів до Місяця провалились однаковим чином: зв'язок з кораблями було втрачено перед виходом їх на орбіту Місяця. В наступній спробі запустили корабель з екіпажом із добровольців.
Члени екіпажу під час польоту обговорювали можливі причини невдач попередніх запусків. Один з них висунув гіпотезу того, що наш всесвіт є лише симуляцією, і вона обмежена орбітою Місяця навколо Землі. Тому кораблі при виході за її межі, покидають наш всесвіт. Він аргументував тим, що уявлення про всесвіт змінювались протягом історії, і, можливо, теперішнє уявлення теж є хибним.
Коли ж корабель наблизився до Місяця, члени екіпажу були по справжньому шоковані, оскільки він виявився величезним полотном напнутим на каркас. Паніку екіпажу зупинив центр керування польотом, який повідомив, що політ насправді проходив поблизу Землі і був лише симуляцією психологічної сумісності екіпажу.
Наприкінці оповідання в одного з керівників центру керування польотами, який не в змозі пояснити провал попередніх спроб, теж закрадається сумнів про не справжність нашого Всесвіту.